# Obrima
Obrima is een geslacht van vlinders van de familie spinneruilen (Erebidae), uit de onderfamilie Calpinae.

## Soorten
- O. cymbae Pogue
- O. pyaloides Walker, 1856
- O. rinconada Schaus, 1894